# John Barney
John Barney (* 18. Januar 1785 in Baltimore, Maryland; † 26. Januar 1857 in Washington, D.C.) war ein US-amerikanischer Politiker. Zwischen 1825 und 1829 vertrat er den Bundesstaat Maryland im US-Repräsentantenhaus.

## Werdegang
Informationen über die Jugend und Schulausbildung von John Barney sind nicht überliefert. In der Endphase des Britisch-Amerikanischen Krieges diente er als Hauptmann in den Jahren 1814 und 1815 in der US Army. Danach schlug er eine politische Laufbahn ein. Zwischen 1820 und 1821 saß Barney im Abgeordnetenhaus von Maryland. 1822 kandidierte er noch erfolglos für das US-Repräsentantenhaus. Im Verlauf der 1820er Jahre schloss er sich der Bewegung um Präsident John Quincy Adams an und wurde Mitglied der kurzlebigen National Republican Party.
Bei den Kongresswahlen des Jahres 1824 wurde Barney im fünften Wahlbezirk von Maryland in das US-Repräsentantenhaus in Washington gewählt, wo er am 4. März 1825 sein neues Mandat antrat. Nach einer Wiederwahl konnte er bis zum 3. März 1829 zwei Legislaturperioden im Kongress absolvieren. Diese waren von den heftigen Diskussionen zwischen den Anhängern und Gegnern des späteren Präsidenten Andrew Jackson geprägt. Im Jahr 1828 wurde Barney nicht wiedergewählt.
Nach dem Ende seiner Zeit im US-Repräsentantenhaus zog sich John Barney aus der Politik zurück und widmete sich literarischen Tätigkeiten. Er starb am 26. Januar 1857 in der Bundeshauptstadt Washington und wurde in Baltimore beigesetzt. Er war Sklavenhalter.